# Unternehmen Zugvogel
Das Unternehmen Zugvogel war der Versuch der deutschen Wehrmacht im Zweiten Weltkrieg, eine Wetterstation in der Grönlandsee zwischen Grönland und Spitzbergen zu errichten.

## Geschichte
Nach dem Scheitern der Unternehmen Edelweiß und Edelweiß II, eine Wetterstation in Nordostgrönland zu errichten, entschloss man sich im Oktober 1944 zu einer schwimmenden Station, auch weil die zugefrorene grönländische Küste nicht mehr mit dem Schiff erreicht werden konnte. Am 21. November fuhr das Schiff Wuppertal im norwegischen Narvik ab. An Bord befanden sich 16 Besatzungsmitglieder sowie der Wettertrupp, der aus Heinz Hofmann und drei Funkern bestand. Die Wuppertal wurde vom U-Boot U 965 eskortiert, das schon im September die Externsteine beim Unternehmen Edelweiß II eskortiert hatte. Die Wuppertal erreichte ihre Zielposition bei 77° N 5° W Ende November und begann am 1. Dezember mit den ersten Wettermeldungen. Mitte Januar 1945 empfahl das Marineoberkommando die Beendigung des Unternehmens, die von Heinz Hofmann abgelehnt wurde. Dies wurde genehmigt. Am 14. Januar kam der letzte Wetterbericht an. Tags darauf meldete das Schiff Motorprobleme und einen starken Sturm. Nachdem weitere Meldungen ausblieben, wurden die U-Boote U 739 und U 992 ausgesandt, um nach der Wuppertal zu schauen, konnten das Schiff jedoch nicht finden. Am 20. und 21. Januar wurden zwei Flugboote von Trondheim aus losgeschickt, aber ihre Suche verlief ebenfalls erfolglos. Es wird vermutet, dass das Schiff im Sturm vereiste, wegen der Eislasten kenterte und versank.